# Uiterburen (Zuidbroek)
Uiterburen (Gronings: Uterboeren) is een buurtschap en streek, gelegen tussen Zuidbroek en Noordbroek in de gemeente Midden-Groningen in de Nederlandse provincie Groningen. Uiterburen wordt gerekend tot Zuidbroek. Op oudere kaarten wordt het gebied van Uiterburen ook vaak aangeduid als Gockinga naar het gelijknamige hoofdelingengeslacht.

## Geschiedenis
De oudste sporen van bewoning in Uiterburen dateren uit de late Bronstijd (ca. 800 v. Chr.). Bij zandwinning ten behoeve van de aanleg van de Noord-Oost Lokaalspoorweg werden omstreeks 1910 ter hoogte van de Klingenweg resten van een urnenveld gevonden. Nader onderzoek omstreeks 1960 leverde echter weinig op. Later was het gebied weer onbewoond.
De oorsprong van Uiterburen ligt mogelijk verder oostelijk in het dal van de voormalige rivier Munter Ae. Net over de grens met Scheemda bevond zich nog in de 17e en 18e eeuw een gebiedje dat als Uterberta, Uterbeerta of Uiterboeren werd aangeduid. Een deel daarvan - met een woning aan de Oudedijksterweg - was zich sinds 1588 eigendom van de stad Groningen.
De naam Uiterburen is niet oorspronkelijk. Hij is ontstaan is ontstaan toen een groot deel van de bewoning opschoof naar het huidige Zuidbroek, dat ook als Bovenburen bekend stond.
Het huidige dorp ligt op een langgerekte keileemrug, die begint in Noordbroek en met onderbrekingen doorloopt tot voorbij de driesprong bij de Heiligelaan. Vlak bij deze driesprong was ook de dorpsmolen van Zuidbroek te vinden, die in 1498 voor het eerst wordt vermeld. In 1984 werd hier een laatmiddeleeuwse begraafplaats blootgelegd. Kaarten uit de zeventiende eeuw vermelden een oud kerkhof. Volgens een zestiende-eeuwse overlevering stond op deze plek een voorganger van het huidige kerkgebouw in Zuidbroek, die in 1270 zou zijn verplaatst. Mogelijk ging het echter om een kapel. Vanaf het begin van de 17e eeuw tot 1880 had Uiterburen tevens een eigen school (achter Uiterburen 82).

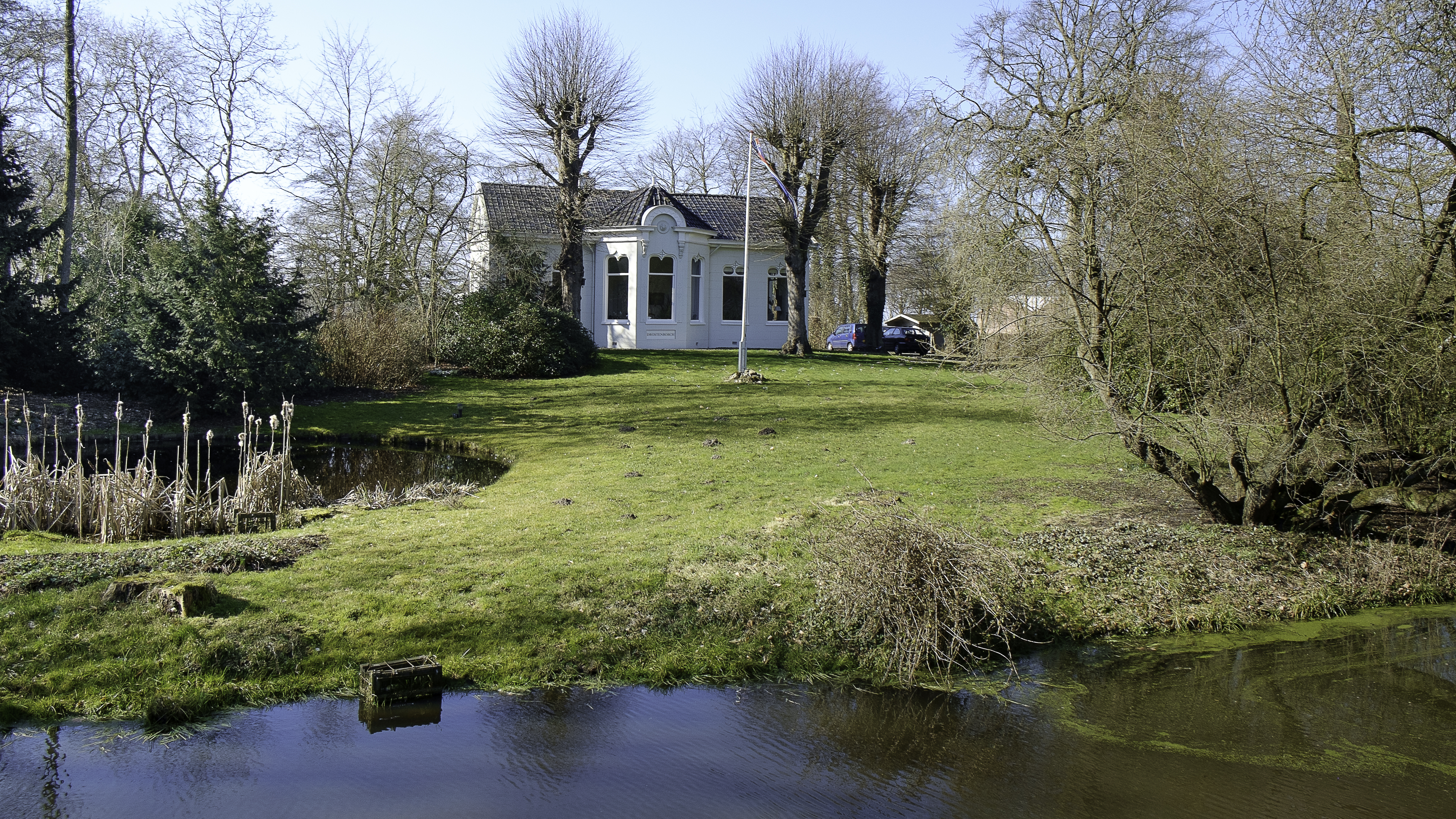
Villa Drostenborg, gebouwd kort na 1874
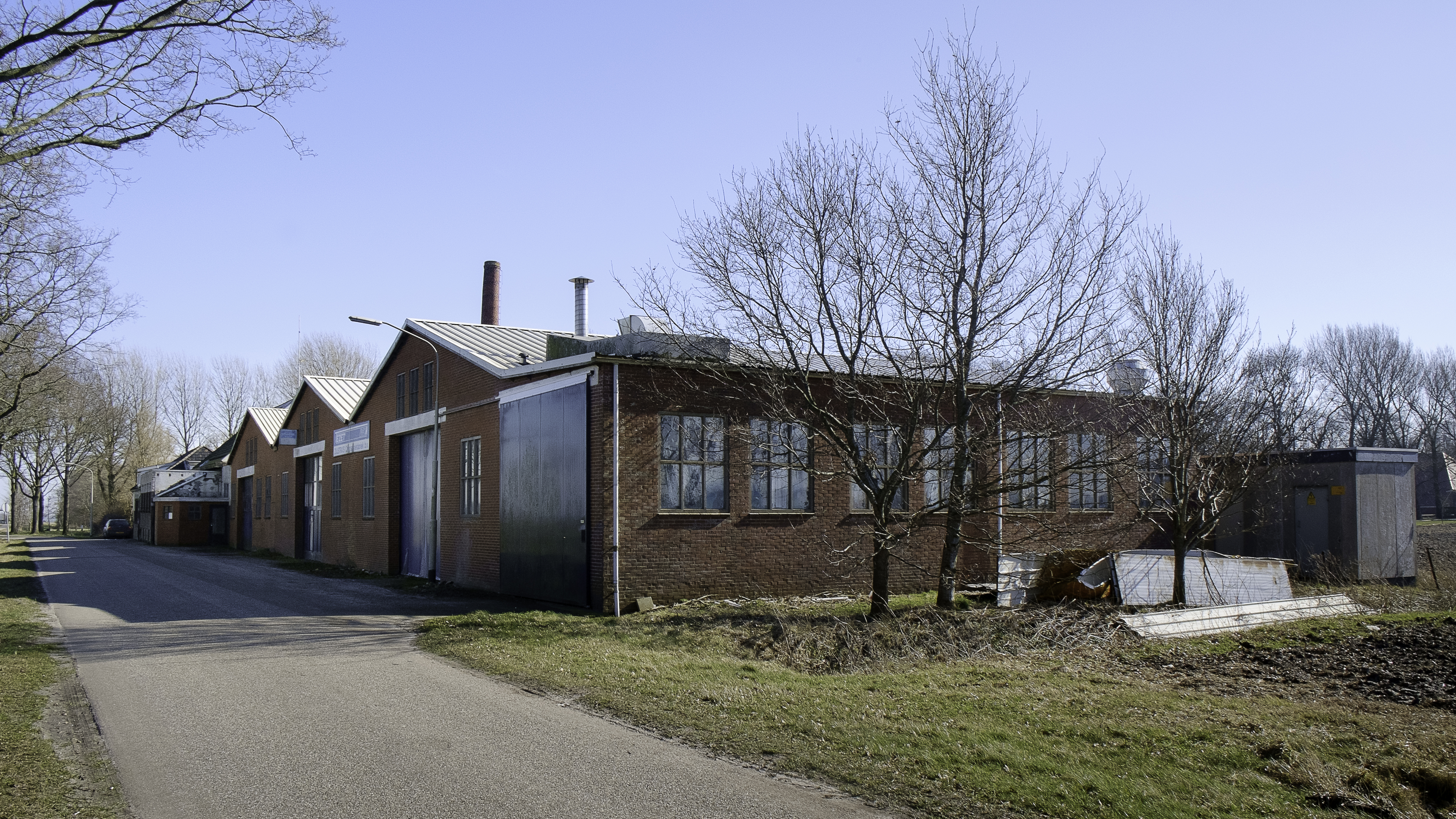
Gebouwen van de vroegere Noord- en Zuidbroekster Stoomzuivelfabriek
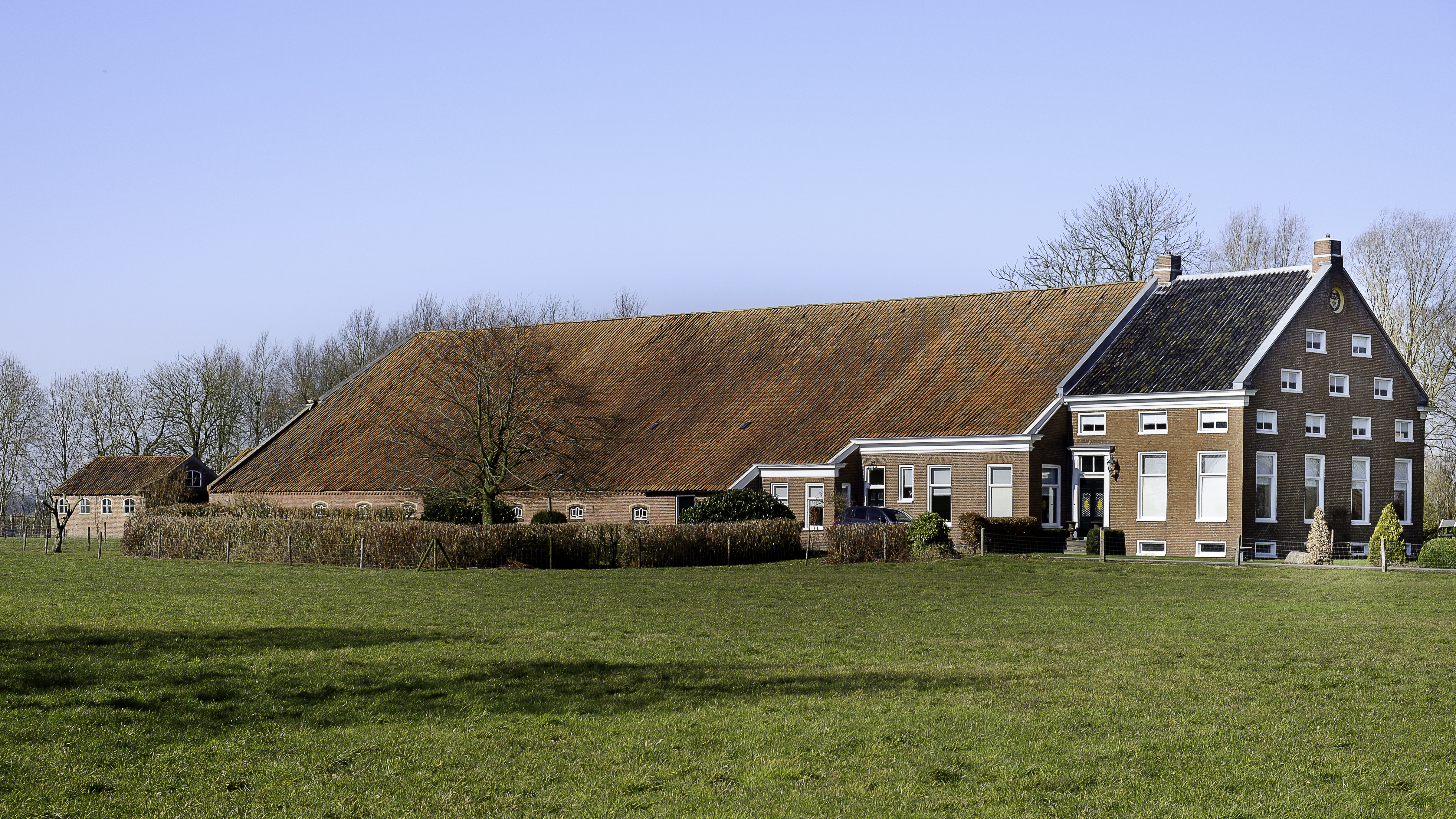
Oldambtster boerderij met verscheidene krimpen, een zaadzolder en medaillon in de top van de gevel

## Drostenborg
Aan de Uiterburen hebben minstens twee middeleeuwse steenhuizen gestaan. Eén daarvan was de Drostenborg, waar tot in de Franse tijd de drost of ambtman van het Wold-Oldambt zetelde. De andere, die ten onrechte aan de familie Gockinga wordt toegeschreven, bevond zich bij Uiterburen 39. De oorspronkelijke Drostenborg maakte in 1875 plaats voor een villa.

## Na 1850
Naast de Drostenborg stond aan de Drostenlaan vanaf 1885 de eerste coöperatieve zuivelfabriek van Groningen, De Noord- en Zuidbroekster Stoomzuivelfabriek. Deze fabriek, die met Warga strijdt om de titel van 'eerste coöperatieve zuivelfabriek van Nederland' werd in 1948 gesloten. Sinds 1999 is hier Zijlstra's Carrosseriefabriek BV Tezet gevestigd. De directeurswoning dateert uit 1893. Eerder al bevond bevond zich bij de Drostenborg de luciferfabriek van H.J. Köster & Co., die werd gesticht in 1870. De fabriek had in 1871 54 werknemers, deels afkomstig uit Duitsland, maar brandde na het vertrek van de directeur in januari 1874 af. Daarbij ging ook de Drostenborg in vlammen op. De activiteiten werden daarna in Hannover voortgezet.
Tussen 1910 en 1934 lag bij Uiterburen een stopplaats aan de spoorlijn Zuidbroek - Delfzijl, te weten stopplaats Zuidbroek dorp.